# Jacqueline Tuyishimire
Jacqueline Tuyishimire, née le 28 novembre 1999, est une coureuse cycliste rwandaise.

## Palmarès sur route
- 2018
  -  Championne du Rwanda du contre-la-montre
  -  Médaillée de bronze du championnat d'Afrique du contre-la-montre par équipes
- 2019
  - 2e du championnat du Rwanda du contre-la-montre
  -  Médaillée de bronze du championnat d'Afrique du contre-la-montre par équipes
  -  Médaillée de bronze du championnat d'Afrique du contre-la-montre espoirs
- 2021
  -  Médaillée d'argent du championnat d'Afrique du contre-la-montre par équipes
  -  Médaillée d'argent du championnat d'Afrique du contre-la-montre espoirs
  -  Médaillée d'argent du championnat d'Afrique du contre-la-montre par équipes mixtes
- 2022
  - 2e du championnat du Rwanda sur route
  - 2e du championnat du Rwanda du contre-la-montre